# Visconde de Ribandar
Visconde de Ribandar é um título nobiliárquico criado por D. Luís I de Portugal, por Decreto de 25 de Junho de 1880, em favor de Joaquim Mourão Garcês Palha depois 1.º Conde de Ribandar.
Titulares
1. Joaquim Mourão Garcês Palha, 1.º Visconde e 1.º Conde de Ribandar.